# Jay-Jay Okocha
Agustine Azuka »Jay-Jay« Okocha, nigerijski nogometaš, * 14. avgust 1973, Enugu, Nigerija.
Sodeloval je na nogometnemu delu poletnih olimpijskih iger leta 1996.